# László Nádasdy
László Nádasdy OSPPE, auch Ladislaus Graf von Nádasdy (* 8. Juni 1662 in Pressburg; † 25. November 1729 ebenda) war vom 15. Juni 1710 bis zu seinem Tod als László II. Nádasdy Bischof von Csanád.

## Leben
László Nádasdy wurde als Sohn des Landesrichters Franz III. Nádasdy geboren. Sein Vater wurde am 30. April 1671 während der Magnatenverschwörung zusammen mit Petar Zrinski und Fran Krsto Frankopan in Wiener Neustadt enthauptet.
László Nádasdy absolvierte das Humaniora, trat am 19. Oktober 1677 dem Orden der ungarischen Paulinereremiten bei, verbrachte das Noviziat in Wandorf im Komitat Ödenberg und legte 1678 das Profess ab. Es folgte das Studium der Philosophie und Theologie in Raab, wo er zum Dr. phil. und zum Dr. theol. promoviert wurde.
László Nádasdy wurde 1685 zum Prior des Klosters in Thyrnau ernannt. 1688 übernahm er zusammen mit Bernhard Horváth das Stuhlweißenburger Paulinerkloster. Zu dieser Zeit wurde er zum bischöflichen Vikar ernannt. In den darauffolgenden Jahren war László Nádasdy als Prior in Nagyszombat tätig. 1695 reiste er nach Rom zur Congregatio de Propaganda Fide. 1696 wurde er zum Vikar des Pressburger Paulinerklosters Marienthal, Vallis Mariae und 1706 zum Generalvikar des Raaber Bischofs ernannt.

## Bischof
László Nádasdy wurde am 15. Juni 1710 zum Csanáder Bischof ernannt, was am 15. Dezember desselben Jahres bestätigt wurde. Die Bischofsweihe spendete ihm der Bischof von Wiener Neustadt, Franz Anton von Buchheim, am 22. März 1711; Mitkonsekratoren waren László Ádám Erdődy, Bischof von Nitra, und Sigismund von Kollonitz, Bischof von Vác.
Im Einklang mit dem Bestreben nach einem gesonderten Banater Bistum beabsichtigte man auch, die bischöfliche Residenz in den Mittelpunkt dieses Gebiets, nach Temeswar, zu verlegen. Csanád, der ursprüngliche Bischofssitz, wurde während der Türkenkriege zerstört. Nach der Befreiung von der türkischen Herrschaft wurde der Bischofssitz zunächst nach Szeged verlegt. Die Wiener Administration bevorzugte jedoch Temeswar. Die dafür sprechenden Umstände wurden von der Banater Landesadministration mit Genauigkeit angegeben: Das deutsche Temeswar ist im Mittelpunkt der Diözese – das ungarische Szegedin liegt am Rande. […] Und schließlich erhebt der Graner Erzbischof Ansprüche auf Szegedin.
Am 7. August 1723 wurde Nádasdys bischöfliche Gewalt auf das Banat erweitert. Sein erster Besuch in Temeswar erfolgte jedoch erst am 4. März 1724. Am darauffolgenden Tag, dem 5. März 1724, wurde Nádasdy in Temeswar inthronisiert. Sein ständiger Stellvertreter in Temeswar und im Banat war der Superior der Jesuiten.
Nádasdy bemühte sich um das Wiederaufleben des in der Türkenzeit unterdrückten religiösen Lebens. Die religiösen Feiertage wurden wieder eingeführt, ebenso Glocken und Orgeln und der Volksgesang mit Musikbegleitung. Zur Erinnerung an die Befreiung der Stadt wurde alljährlich für die Gefallenen ein Requiem und für die Überlebenden ein Te Deum abgehalten.
Zur Zeit Nádasdys entstanden drei religiöse Kongregationen in Temeswar:
- Kongregation der unbefleckten Empfängnis
- Kongregation vom Leiden Christi
- Verehrung des Heiligen Johann von Nepomuk

Johann von Nepomuk wurde mit Einwilligung des Bischofs und Königs durch die Abstimmung der einzelnen Pfarrgemeinden am 16. Mai 1727 zum Schutzpatron des Banats erklärt. Seine Verehrung fand also schon vor seiner Heiligsprechung am 19. März 1729 statt, was dem Umstand zu verdanken war, dass viele tschechische Beamte und Offiziere im Banat ansässig waren.